# ایروینگ فینکل
ایروینگ فینکل (به انگلیسی: Irving L. Finkel) موزه‌دار موزه بریتانیا و متخصص کتیبه‌های میخی سفالی از بین‌النهرین باستان است. او عضو افتخاری مؤسسه باستان‌شناسی دانشگاه بیرمنگام و عضو شورای جامعهٔ باستانی انگلو-اسرائیل است.

## نوشته‌های برگزیده
- I.L. Finkel and M.J. Geller (eds.), The Wellcome Conference on Babylonian Medicine (Styx, 2007)
- I.L. Finkel, ‘Report on the Sidon Cuneiform tablet,’ Archaeology & History in Lebanon, 24 (Autumn 2006) pp. ۱۱۴–۲۰
- I.L. Finkel , ‘Documents of the Physician and Magician,’ and ‘Explanatory Commentary on a List of Materia Medica,’ in I. Spar and W.G. Lambert (eds.), Cuneiform Inscriptions in the Metropolitan Museum, New York, (2005)pp.155-76; pp. ۲۷۹–۸۳
- I.L. Finkel, ‘Pachisi in Arab Garb, Board Games Studies, 5 (2003) pp.۶۵–۷۸
- I.L. Finkel, J.E. Reade, ‘On some inscribed Babylonian alabastra,’ Journal of the Royal Asiatic Society, (۲۰۰۲)